# R-Type Command
R-Type Command o anche R-Type Tactics (アール・タイプ タクティクス?, Āru Taipu Takutikusu) in Giappone, è un videogioco di tipologia RTS con elementi shoot'em up basato sul franchise della serie di R-Type e pubblicato in esclusiva per console PlayStation Portable nel 2007.

## Trama
Sotto la guida del loro nuovo imperatore Ebon Eye, i Bydo hanno scatenato una nuova guerra contro l'umanità penetrando prepotentemente nel sistema solare: dopo un inizio disastroso la Terra invia una piccola flotta pesantemente armata nel cuore dell'avanguardia dell'Impero Bydo per tentare di distruggerlo.

## Modalità di gioco
R-Type Command è un videogioco di strategia a turni: i movimenti tattici vengono eseguiti su una griglia esagonale che rappresenta lo spazio per muoversi. Il giocatore ha più di 100 astronavi R9 a disposizione, con caratteristiche diverse le une dalle altre, da utilizzare così come molte armi da sbloccare e usare contro le navi nemiche. Al termine di ogni missione,  aggiornamenti, armi e navi saranno a disposizione per venire utilizzati nelle missioni successive. Dopo che saranno state dislocate tutte le unità e impartiti gli ordini, le battaglie avverranno in maniera automatica. Per completare le missioni, alla fine di ogni livello il giocatore dovrà confrontarsi in terribili battaglie con i giganteschi boss Bydo. 
Il Multiplayer è supportato, ma non solo: è qui possibile scegliere la fazione con cui schierarsi. Il giocatore potrà dunque selezionare anche le creature dell'impero Bydo, e in tal modo si avranno come nemici le forze di difesa terrestri (in pratica viene ripreso e sviluppato quanto si era visto nel peggiore dei tre possibili livelli conclusivi di R-Type Final).

### Armi
Si potranno selezionare sia gli esseri Bydo sia tutte le navicelle presenti nei videogiochi della serie, come la R-9 Arrowhead, la R-9B1 Strider, la R-E1 Midnight Eye e la R-wf9D Shooting Star con i classici armamenti tra cui il potente laser Beam e i pod di rinforzo chiamati Force. Tutte le armi sono intercambiabili fra loro e il giocatore deciderà quali usare, creando così quasi un'infinita combinazione di armamento per le astronavi a disposizione.

## Serie diR-type
- R-Type
- R-Type II
- Super R-Type
- R-Type Leo
- R-Type III: The Third Lightning
- R-Type Delta
- R-Type Final
- R-Type Command
- R-Type Tactics II: Operation Bitter Chocolate
- R-Type Dimensions
- R-Type Final 2